# SitePoint
SitePoint là một trang web có trụ sở tại Melbourne và là nhà xuất bản sách, khóa học và bài viết cho các nhà phát triển web. Vào tháng 1 năm 2014, xếp hạng trên Alexa của SitePoint.com là 889, và được Quantcast đánh giá 14.934.